# Irak en los Juegos Paralímpicos de París 2024
Irak estuvo representado en los Juegos Paralímpicos de París 2024 por un total de diecinueve deportistas, quince hombres y cuatro mujeres.

## Medallistas
El equipo paralímpico iraquí obtuvo las siguientes medallas:
| Nombre                                           | Deporte                    | Evento                       |
| ------------------------------------------------ | -------------------------- | ---------------------------- |
| Oro                                              |                            |                              |
| Naylah Al-Dayeni                                 | Tenis de mesa              | Individual WS6 femenino      |
| Plata                                            |                            |                              |
| Amar Ali Hayder Al-Ogaili Zainulabdin Al-Madjori | Esgrima en silla de ruedas | Espada por equipos masculino |
| Bronce                                           |                            |                              |
| Wildan Nujailawi                                 | Atletismo                  | Jabalina F41 masculino       |
| Garah Tnaiash                                    | Atletismo                  | Peso F40 masculino           |
| Rasol Mohsin                                     | Levantamiento de potencia  | –80 kg masculino             |